# Caryomyia stellata
Caryomyia stellata är en tvåvingeart som beskrevs av Gagne 2008. Caryomyia stellata ingår i släktet Caryomyia och familjen gallmyggor. Inga underarter finns listade i Catalogue of Life.